# Nathan Rooney
Nathan Rooney (Blackburn, 10 settembre 1989) è un allenatore di calcio e dirigente sportivo inglese, tecnico del Larne.

## Biografia
È il marito della calciatrice Rhiannon Roberts.

## Carriera
Ha iniziato ad allenare a soli 19 anni nel settore giovanile del Blackburn, in cui è rimasto fino al 2015, quando è passato al Fleetwood Town. L'11 settembre 2018 diventa il vice di Gabriele Cioffi al Crawley Town, con cui resta fino al termine della stagione; il 18 luglio 2019 entra nello staff del Carlisle United, che lascia nel successivo mese di dicembre. L'8 maggio 2020 diventa l'allenatore della squadra dilettantistica del Colne; dopo aver trascorso in contemporanea un periodo al Port Vale come dirigente, il 28 dicembre 2021 lascia il Colne.
Il 13 gennaio 2022 diventa il tecnico del Bruno's Magpies, club gibilterrino con cui, nella stagione successiva, vince la prima storica Coppa nazionale; nell'estate del 2023 lascia il club per passare all'Espinho, ma il 31 agosto lascia i portoghesi e fa ritorno al FCB Magpies, con cui conquista subito la supercoppa nazionale.
Il 25 novembre 2024 lascia la squadra e diventa l'allenatore del Larne; tuttavia, a causa della mancanza della licenza UEFA Pro, è costretto ad assumere un ruolo dirigenziale fino al successivo mese di maggio, quando diventa ufficialmente il tecnico del club nordirlandese.

## Palmarès

### Competizioni nazionali
- Coppa di Gibilterra: 1

FCB Magpies: 2022-2023
- Pepe Reyes Cup: 1

FCB Magpies: 2023